# Andreï Pogojev
Compléments
évadé du camp de concentration d'Auschwitz
Andreï Pogojev, né en 1912 dans l'oblast de Rostov (République socialiste fédérative soviétique de Russie) et mort en 1994, fut un ingénieur minier russe mobilisé pendant la Seconde Guerre mondiale dans l'Armée Rouge. Il combattit sur le front, fut fait prisonnier par les Allemands et finalement emmené au camp de concentration d'Auschwitz. Il fut l'un des organisateurs et participants à une évasion en masse de quelques dizaines de camarades, étant l'un des quatre d'entre eux qui furent encore retrouvés en Union soviétique après la guerre,.

## Biographie

### Avant la guerre
Andreï Pogojev part de son village natal de l'oblast de Rostov en 1929, à l'âge de 17 ans, pour faire des études. En 1930, il se trouve à Novotcherkassk, dans la même région, où il est étudiant avec une petite bourse. Plus tard, il travaille dans une scierie dans le village de Serebrianka, près de Kouchva, dans l'Oural. Il fait son service militaire dans l'Armée spéciale de la Bannière rouge d'Extrême-Orient, en Transbaïkalie, ensuite il travaille comme ingénieur minier dans plusieurs mines répandus dans l'Union.
Il se marie peu avant la guerre et il a une fillette.

### Sur le front
Après l'attaque du 22 juin 1941 contre l'Union soviétique par l'armée allemande, Pogojev, lieutenant réserviste d'artillerie, est mobilisé le 5 juillet. Il est nommé commandant d'une batterie dans le régiment d'artillerie d'une division d'infanterie.
Dans sa division, c'est le chaos qui domine, son commandant, un général, est incompétant et la division se retire en désordre, en subissant de lourdes pertes. Ses restes sont encerclés, les gens de son unité se répandent en petits groupes, il reste avec trois soldats et le 15 août, ils sont capturés.

### Prisonnier
Pogojev est interné dans un camp de prisonniers de guerre appelé Stalag 308, où les Allemands les détiennent dans des conditions inhumaines. En effet, ils n'appliquent pas aux soviétiques les conventions internationales concernant le traitement des prisonniers de guerre.
Lui et quelques camarades font une tentative d'évasion en creusant mains nus, pendant quelques nuits, un tunnel par-dessous la clôture de barbelés, mais le tunnel est découvert par les gardiens.

#### À Auschwitz
Le 7 octobre 1941, Pogojev est emmené à Auschwitz. À la même époque, 10 000 prisonniers de guerre soviétiques y sont emmenés. Là, leurs conditions de vie sont encore plus atroces. Pour le moment, ils ne sont pas mis au travail mais beaucoup meurent parce qu'ils sont laissés tout nus pendant presque deux mois et tombent malades dans le froid de l'automne, souffrent de malnutrition ou sont tués sous divers prétextes. De plus, une épidémie de typhus éclate, qui augmente la mortalité. Une forme de résistance apparaît. Les prisonniers jettent en cachette des poux infectés sur les SS. Certains d'entre ceux-ci tombent malades également, mais un prisonnier trahit ses camarades, et leur maltraitance s'aggrave.
À peine fin novembre, les soviétiques reçoivent des numéros matricules tatoués sur leur poitrine et on leur donne des uniformes soviétiques de ceux qu'on leur avait pris à leur arrivée. Pogojev a le numéro 1418.
En janvier 1942, on commence à les utiliser à la construction du camp Auschwitz II-Birkenau, y étant conduits quotidiennement d'Auschwitz I. Le nombre de morts s'accroît parmi eux à cause du travail épuisant et des punitions appliquées à ceux qui ne peuvent plus travailler. Le 16 mars, ils sont transférés à Birkenau. Là-bas, au premier appel, il apparaît que 666 prisonniers soviétiques sont encore vivants. Pogojev est choisi parmi les plus en forme dans une équipe appelée « d'entretien ». Entre autres, ils doivent ramasser les cadavres de ceux qui sont morts dans les baraques pendant la nuit, pour qu'on les transporte au four crématoire.
Le 30 mars, la sentinelle d'un mirador tire vers lui sans aucune raison et le blesse à une main. Il arrive à l'hôpital du camp, sa blessure étant infectée. Par chance, les détenus médecins et infirmiers polonais sont très bienveillants. Il subit une intervention chirurgicale et il est soigné le mieux possible. Pogojev y apprend, parce qu'on a confiance en lui, que ces Polonais font partie d'une organisation clandestine. Ils le prennent sous leur protection et il reste trois mois à l'hôpital, en aidant aussi le personnel dès qu'il se sent mieux. C'est la période la plus facile dont il bénéficie durant sa vie au camp, mais assombrie pas les sélections périodiques pour gazage faites par un médecin SS, des patients qui, selon lui, ne seront plus capables de travailler, ainsi que par l'exécution du médecin en chef.
Fin juillet ou début août 1942, Pogojev est utilisé comme planton à la baraque du Sonderkommando, l'équipe utilisée aux chambres à gaz et aux fours crématoires. Cela lui épargne le travail physique qui aurait été trop dur pour lui avec sa main blessée. Il apprend plus tard qu'il le doit à l'organisation clandestine de l'hôpital. C'est lié au fait que dans l'administration du camp il y a aussi des détenus, qui deviennent indispensables à mesure que le nombre des prisonniers augmente. Leur hiérarchie reprend à peu près celui des SS. Plus ils sont anciens dans le camp, plus ils ont un rang élevé. Il y a parmi eux des détenus de droit commun, surtout allemands, mais aussi des détenus politiques. Il y a des kapos (surveillants des équipes de travail), des détenus chefs de baraque, des détenus utilisés pour tenir les documents de chaque baraque, etc. Les détenus à fonction ont certains privilèges: ils sont dispensés du travail physique, ont davantage de nourriture. Ceux d'un rang relativement élevé peuvent choisir des détenus pour des travaux plus faciles et même pour des fonctions subordonnées. Certains détenus à fonction, surtout de droit commun, maltraitent les détenus ordinaires. D'autres, surtout politiques, sont aussi bienveillants que possible dans les circonstances du camp. Une partie des politiques forment plusieurs organisations clandestines qui entretiennent des réseaux pour s'entraider et aider d'autres prisonniers. Par leurs relations, ils peuvent, entre autres, procurer des objets des bagages des déportés amenés, objets triés dans le secteur appelé « Canada » par les détenus,.
Pogojev constate que l'état psychique des membres du Sonderkommando est extrêmement mauvais. Bien que cela lui soit interdit, il réussit à apprendre d'eux ce qui se passe aux chambres à gaz et qui explique leur état.
En été 1942, il reste 130, prisonniers de guerre soviétiques des 10 000 environ amenés en automne 1941. Ce sont physiquement et psychiquement les plus forts, ils ont l'expérience des techniques de survie, ils sont disciplinés et solidaires entre eux, y compris leur chef de baraque, mais ils craignent d'être tués à leur tour. Dans ces conditions, la pensée de l'évasion devient toujours plus insistante. Fin août, sept d'entre eux, parmi lesquels Pogojev, se réunissent en secret et décident d'organiser une évasion en masse.
Le plan de l'évasion comprend l'idée que les soviétiques parviennent à fournir le Suchenkommando, l'équipe de recherche. Celle-ci est réunie si un détenu manque à l'appel. Il peut être mort sans sans qu'on le remarque, et il faut le chercher. Si son cadavre n'est pas trouvé, on suppose qu'il s'est évadé et on déclenche l'alerte. Les organisateurs de l'évasion répandent la rumeur que les soviétiques s'offriraient à former le Suchenkommando. Ils parviennent à être désignés pour cela et manifestent du zèle dans les recherches. En même temps, ils se préparent pour l'évasion en se procurant des vêtements civils et en masquant leurs numéros matricules par le tatouage de dessins.

### L'évasion
Le 6 novembre,  jour fixé pour l'évasion, ils cachent le cadavre d'un détenu qui n'est pas prisonnier soviétique et, quand on constate qu'il manque à l'appel, on leur ordonne de le chercher, mais l'équipe est limité à 70 hommes. Plusieurs prisonniers qui voudraient aussi s'évader restent en dehors de l'équipe. Les soixante-dix se répandent en simulant la recherche jusqu'à la tombée de la nuit, quand il commence aussi à faire du brouillard, puis ils se rassemblent, comme prévu d'avance, à une brèche dans la clôture laissée pour le transport de matériaux de construction, près de laquelle il y a un mirador. Juste à ce moment-là, le Sonderkommando passe par là et l'un de ses membres s'enfuit par la brèche. Il est tout de suite tué par un tir. L'un des SS de l'escorte du Sonderkommando ordonne au chef de baraque des soviétiques de rapporter le cadavre dans le camp. Le chef envoie quatre homme pour le faire, parmi lesquels Pogojev. Alors quelqu'un crie le signal de l'évasion, les prisonniers jettent à la sentinelle du mirador des pierres et des morceaux de fer qu'ils ont apportés pour cela, puis ceux qui sont plus près de la brèche s'enfuient en renversant le mirador. Ceux qui se trouvent un peu plus loin sont vite encerclés par les SS et n'arrivent pas à s'échapper.
Les évadés se répandent en petits groupes. Celui de Pogojev en comprend d'abord huit, puis quatre. Les SS partent vite en camions pour les rattraper et en encerclent une partie au moins. Pogojev reste finalement avec un seul camarade et ils arrivent à se glisser parmi les poursuivants. Ils veulent partir d'abord vers l'ouest pour les tromper, puis vers le sud, pour rejoindre les partisans tchèques et slovaques dans les Tatras.
Ils ne peuvent pas s'orienter d'après les étoiles à cause du ciel couvert et ils errent pendant plus de deux semaines, jusqu'à ce qu'il soient arrêtés par des Feldgendarmes. Ceux-ci ne se rendent pas compte qu'ils viennent d'Auschwitz, à cause de leur matricules masqués, et les croient quand ils disent qu'ils se sont enfuis d'un train transportant des prisonniers. On les emmène au Stalag VIII de Łambinowice (Lamsdorf). On ne sait pas ce que devient plus tard le camarade de Pogojev.

### Après la guerre
Pogojev survit et retourne en Union Soviétique. Des dizaines de camarades évadés le 6 novembre 1942, après la guerre il y en a encore trois dans le pays. Les autres ont probablement été tués par leurs poursuivants ou capturés et ramenés au camp,. Pogojev écrit ses mémoires, d'après l'historien polonais Jacek Lachendro, en 1962. Selon Irina Kharina, une survivante d'Auschwitz qui a contacté Pogojev et a maintenu le contact avec lui, il les écrit en 1978. C'est elle qui s'occupe de son manuscrit, publié en russe avec les souvenirs d'un camarade évadé en même temps que lui.
Lors du procès de Francfort de 1963-1965 de certains criminels de guerre d'Auschwitz, Pogojev demande à être cité comme témoin à charge et témoigne en 1965. Il ressort de ses réponses aux questions du président du tribunal, que cette année-là, il habite à Donetsk, est toujours marié, toujours ingénieur minier et a encore une fille.
À la fin de ses mémoires, il relate qu'il a participé à un anniversaire de la libération d'Auschwitz et a parcouru l'ancien camp devenu musée. Il meurt en 1994, un an avant le 50e anniversaire de la libération du camp.